# Austrolimnophila (Austrolimnophila) oculata
Austrolimnophila (Austrolimnophila) oculata is een tweevleugelige uit de familie steltmuggen (Limoniidae). De soort komt voor in het Australaziatisch gebied.